# Hàbits d'aparellament de l'humà terrícola
Hàbits d'aparellament de l'humà terrícola  (títol original: The Mating Habits of the Earthbound Human) és una pel·lícula estatunidenca escrita i dirigida per Jeff Abugov l'any 1999. Ha estat doblada al català.
És una comèdia presentada sota la forma d'un documental animalista en el curs del qual un extraterrestre (en veu off) descriu els costums de reproducció dels humans.
El narrador interpreta sempre de través els comportaments humans. Un dels temes desenvolupats per aquest film és el fet que l'home s'enganya potser de la mateixa manera quan prova de descriure els comportaments dels animals.

## Argument
Un extraterrestre desconegut descriu, en el transcurs d'una conferència, una història d'amor entre dos Terrícoles, des del moment de la seva trobada fins al moment d'anar al llit, amb la finalitat d'il·lustrar la seva manera de reproducció. El narrador extraterrestre intervé en el transcurs de la història en veu off, per intentar explicar els comportaments dels protagonistes. Utilitza nombroses metàfores visuals.

## Repartiment
- David Hyde Pierce
- Carmen Electra
- Lucy Liu
- Mackenzie Astin